# KiSS (CHARAの映像作品)
『KiSS』（キス）は、CHARAのライブ・ビデオである。VHSとLDで発売。

## 概要
CHARA初となるビデオ作品。渋谷公会堂でのライブ映像を中心に収録している。曲間にオフショットや短いインタビューなども挿入されている。

## 収録曲
1. opening A Pretty Girl Is Lika A Melody
2. 無人島に私をもっていって… [LIVE TAKE] - TAKE ME TO A DESERTED ISLAND
3. あの時計の下で [LIVE TAKE] - UNDER THE CLOCK
4. HEAVEN [LIVE TAKE]
5. HEAVEN [VIDEO CLIP]
  - 『CHARA'S CLIPS 1991-1997』収録のものと異なり、冒頭で“CHARA 1991.9.21 Debut”とタイトルが出る。[VIDEO CLIP]終了後すぐに[LIVE TAKE]に戻る。
6. SOUL KISS×××† [LIVE TAKE]
7. Rainbow Gossip [LIVE TAKE]
8. NO TOY [LIVE TAKE]
9. 愛の自爆装置 [LIVE TAKE] - LOVE'S SUICIDE MACHINE
  - ゲスト・ボーカルのローリー寺西が登場。
10. 大きな地震がきたって [LIVE TAKE] - EVEN IF THE EARTH SHAKES
  - 後半でクレジットが流れる。
11. 大きな地震がきたって [VIDEO CLIP] - EVEN IF THE EARTH SHAKES
  - 『CHARA'S CLIPS 1991-1997』収録のものと異なり、2コーラスまでのダイジェスト映像である。

## 注
1. ↑  http://www.sonymusic.co.jp/Music/Arch/ES/Chara/ESVU-388/index.html